# Élections locales algériennes de 2017
Les élections locales algériennes du 23 novembre 2017 sont les sixièmes élections municipales et départementales pluralistes de l'Histoire algérienne. Les élections voient arriver en tête le Front de libération nationale, qui remporte notamment la capitale, Alger.

## Listes électorales
Le nombre de candidats a atteint 165 000 candidats aux assemblées populaires communales, alors qu'il a atteint.16 600 candidats aux assemblées populaires wilayales.
Le nombre de listes électorales a atteint 510 listes partisanes, avec 72 listes d'alliances partisanes, à côté de 24 listes indépendantes.

## Campagne électorale
La campagne électorale a débuté le 29 octobre 2017.
Le nombre de partis politiques en lice a atteint le nombre de 50 formations politiques, avec 4 alliances partisanes avec des listes d'indépendants, soit un cumul total de 10 196 listes électorales.
| Parti | Parti | Idéologie                                                                                           | Chef de file        | Résultats en 2012 |
| ----- | --- | --------------------------------------------------------------------------------------------------- | ------------------- | ----------------- |
|       | Front de libération nationale (Algérie) جبهة التحرير الوطني Tirni n Weslelli Aɣelnaw                       | Centre gauche Social-démocratie, Social-libéralisme, Troisième voie                                 | Djamel Ould Abbes   |                   |
|       | Rassemblement national démocratique (Algérie) التجمع الوطني الديمقراطي Agraw aɣelnaw amagday               | Centre droit Libéralisme                                                                            | Ahmed Ouyahia       |                   |
|       | Rassemblement de l'espoir de l'Algérie تجمع أمل الجزائر Agraw n Lamal n Lezzayer                           | Droite                                                                                              | Amar Ghoul          |                   |
|       | Front des forces socialistes جبهة القوى الاشتراكية Tirni n Iɣallen Inelmayen                               | Gauche Socialisme démocratique                                                                      | Abdelmalek Bouchafa |                   |
|       | Mouvement de la société pour la paix حماس الجزائر Ḥamas                                                    | Droite Islamisme, Pacifisme                                                                         | Abderrazak Makri    |                   |
|       | Front El Moustakbal جبهة المستقبل Tirni n Lmusteqbel                                                       | Centre Nationalisme                                                                                 | Abdelaziz Belaïd    |                   |
|       | Parti des travailleurs حزب العمال Akabar n Yixeddamen                                                      | Extrême gauche Internationalisme, Marxisme, Trotskisme, Socialisme, Communisme, Féminisme           | Louisa Hanoune      |                   |
|       | Rassemblement pour la culture et la démocratie التجمع من اجل الثقافة و الديمقراطية Agraw n Yidles d Tugdet | Centre gauche Social-libéralisme, Social-démocratie, Berbérisme, Algérianisme, Sécularisme, Laïcité | Mohcine Belabbas    |                   |
|       | Mouvement populaire algérien الحركة الشعبية الجزائرية Amusu agdudan adzayri                                | Centre droit Justice, Laïcité                                                                       | Amara Benyounès     |                   |

## Système électoral

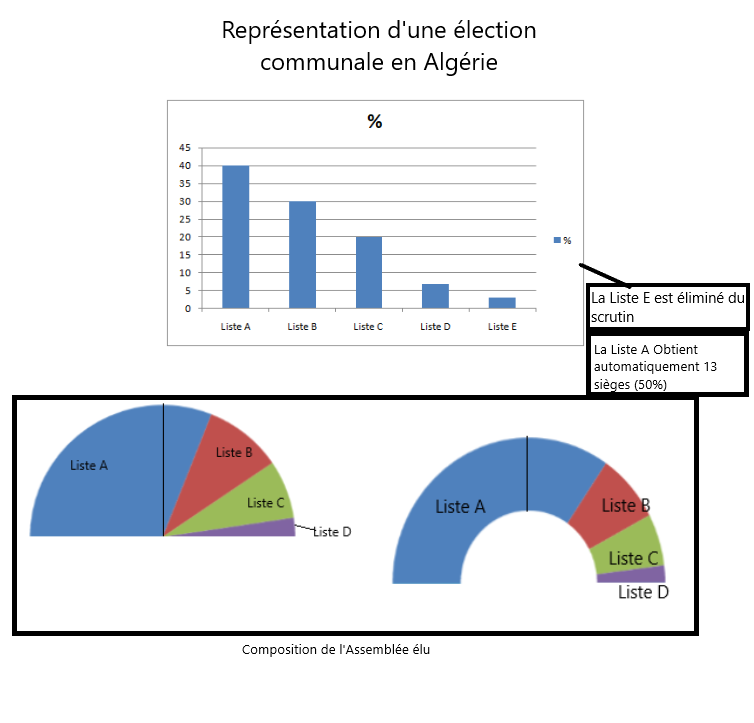
Recomposition d'une élection municipale en Algérie en 2020 dans une commune avec les listes A, B, C, D, E.

L'Algérie est divisée en 1541 communes dont les conseils municipaux sont pourvus au scrutin proportionnel plurinominal avec un seuil électoral de 5 % et une forte prime majoritaire. La liste ayant obtenu le plus grand nombre de voix obtient automatiquement la moitié des sièges et l'autre moité est partagé entre toutes les listes à la proportionnelle, y compris celle arrivée en tête.

## Résultats électoraux
- Le nombre d'électeurs inscrits a atteint 22 883 772 électeurs iscrits.
- Le nombre d'électeurs votants a atteint 10 142 639 électeurs votants.
- Le nombre de voix exprimées a atteint 8 653 673 voix exprimées.
- Le nombre de bulletins annulés a atteint 1 488 966 voix annulées[3].

### Résultats des assemblées populaires communales
| Ordre | Partis                                                | Sièges | %       |
| ----- | ----------------------------------------------------- | ------ | ------- |
| 1     | Front de libération nationale                         | 603    | 30,56 % |
| 2     | Rassemblement national démocratique                   | 451    | 26,21 % |
| 3     | Front El Moustakbal                                   | 71     | 6,2 %   |
| 4     | Mouvement populaire algérien                          | 62     | 5’9 %   |
| 5     | Mouvement de la société pour la paix                  | 49     | 4,92 %  |
| 6     | Front des forces socialistes                          | 64     | 3,61 %  |
| 7     | TAJ                                                   | 31     |         |
| 8     | Front national algérien                               | 27     |         |
| 9     | Indépendants                                          | 35     |         |
| 10    | Parti des travailleurs                                | 17     |         |
| 11    | Rassemblement pour la culture et la démocratie        | 37     |         |
| 12    | Parti de la liberté et de la justice (PLJ)            | 9      |         |
| 13    | El Fadjr El Djadid                                    | 12     |         |
| 14    | Union Nahda Justice Bina (ar)                         | 8      |         |
| 15    | Alliance nationale républicaine                       | 9      |         |
| 16    | Parti Karama                                          | 7      |         |
| 17    | Parti de la jeunesse                                  | 3      |         |
| 18    | Ahd 54                                                | 4      |         |
| 19    | Front national des libertés                           | 4      |         |
| 20    | Mouvement de l'entente nationale                      | 4      |         |
| 21    | Mouvement Infitah                                     | 2      |         |
| 22    | Alliance Feth                                         | 4      |         |
| 23    | Union des forces démocratiques et sociales            | 3      |         |
| 24    | Front national de la justice sociale                  | 3      |         |
| 25    | Parti du renouveau algérien                           | 1      |         |
| 26    | Talaie El Houriat                                     | 5      |         |
| 27    | Front du militantisme national                        | 2      |         |
| 28    | Front de l'Algérie nouvelle                           | 2      |         |
| 29    | Parti Nour algérien                                   | 2      |         |
| 30    | Parti national pour la solidarité et le développement | 1      |         |
| 31    | Alliance TAJ                                          | 3      |         |
| 32    | Mouvement pour la jeunesse et la démocratie           | 1      |         |
| 33    | Front national libre                                  | 1      |         |
| 34    | Union nationale pour le développement                 | 2      |         |
| 35    | Parti socialiste des travailleurs                     | 1      |         |

### Résultats des assemblées populaires wilayales
| Ordre | Partis                                                | Sièges | %       |
| ----- | ----------------------------------------------------- | ------ | ------- |
| 1     | Front de libération nationale                         | 711    | 35,48 % |
| 2     | Rassemblement national démocratique                   | 527    | 26,30 % |
| 3     | Mouvement de la société pour la paix                  | 152    | 6,54 %  |
| 4     | Front El Moustakbal                                   |        | 6,54 %  |
| 5     | TAJ                                                   | 91     | 4,54 %  |
| 6     | Mouvement populaire algérien                          | 68     | 3,39 %  |
| 7     | Front des forces socialistes                          | 63     | 3,14 %  |
| 8     | Front national algérien                               | 51     | 2,54 %  |
| 9     | Rassemblement pour la culture et la démocratie        | 33     |         |
| 10    | Indépendants                                          | 31     |         |
| 11    | Parti des travailleurs                                | 28     |         |
| 12    | Front national de la justice sociale                  | 14     |         |
| 13    | Ahd 54                                                | 13     |         |
| 14    | Parti de la liberté et de la justice                  | 12     |         |
| 15    | Mouvement Infitah                                     | 11     |         |
| 16    | Front national pour les libertés                      | 11     |         |
| 17    | Parti Nour algérien                                   | 8      |         |
| 18    | Alliance nationale républicaine                       | 6      |         |
| 19    | Parti Karama                                          | 6      |         |
| 20    | Parti de la jeunesse                                  | 5      |         |
| 21    | Alliance TAJ                                          | 5      |         |
| 22    | El Fadjr El Djadid                                    | 5      |         |
| 23    | Parti national pour la solidarité et le développement | 5      |         |
| 24    | Front de la bonne gouvernance                         | 5      |         |
| 25    | Alliance Feth                                         | 4      |         |